# Fresenius Medical Care
Fresenius Medical Care AG & Co. KGaA (Фрезениус Медикал Кэр АГ энд Ко КГаА) со штаб-квартирой в городе Хоф (Зале) в земле Бавария и оперативной штаб-квартирой в Бад-Хомбург-фор-дер-Хёэ в земле Гессен является ведущим мировым поставщиком продуктов для диализа и диализных услуг для жизненно важной медицинской помощи людям с хронической и острой почечной недостаточностью. Акции компании входят в биржевой индекс DAX с 20 сентября 1999 года. Крупнейшим акционером на конец 2021 года является Fresenius SE & Co. KGaA, которому принадлежит 32 % капитала. Остальные акции находятся в свободном обращении.

## История
5 августа 1996 года было проведено объединение подразделения диализных технологий компании Fresenius AG (дочерняя компания Sterilpharma GmbH) и крупнейшего в мире оператора диализных клиник National Medical Care из США в новое акционерное общество Fresenius Medical Care AG. На момент образования Fresenius AG владела 50,8 % акций новой компании, а остальная часть акций попала в свободное обращении. С 1 октября 1996 года акции компании торгуются на Нью-Йоркской фондовой бирже и со 2 октября 1996 года — на Франкфуртской фондовой бирже.
21 апреля 2005 года Fresenius Medical Care приобрела канадскую компанию Haemotec, производителя концентратов для гемодиализа.
4 мая 2005 года Fresenius Medical Care объявила о приобретении конкурента Renal Care Group за 3,5 миллиарда долларов. Приобретение было завершено 31 марта 2006 года в соответствии с антимонопольным законодательством США.
30 августа 2005 года правление Fresenius Medical Care AG предложило акционерам изменить организационно-правовую форму с акционерного общества на товарищество с ограниченной ответственностью, которое было завершено 10 февраля 2006 года после одобрения акционерами.
15 ноября 2006 года компания завершила сделку по приобретению подразделение Nabi Biopharmaceuticals по связыванию фосфатов.
9 января 2007 года компания приобрела контрольный пакет акций (51 %) тайваньского поставщика диализных услуг Jiate Excelsior, что сделало её ведущим поставщиком диализных услуг в Азии.
29 ноября 2007 года Fresenius Medical Care приобрела Renal Solutions, поставщика гемодиализа на дому, за 190 миллионов долларов, из которых 100 миллионов долларов были выплачены при закрытии сделки.
30 июня 2010 года приобретен российский оператор диализных клиник ООО «Краевой Нефрологический Центр» в Краснодарской крае.
27 декабря 2010 года была закрыта сделка о приобретении бизнеса перитонеального диализа Gambro.
1 июля 2011 года было завершено приобретение бизнеса Euromedic по оказанию диализных услуг за 485 млн евро.
1 декабря 2011 года Fresenius Medical Care приобрела все восемь частных диализных клиник в Эквадоре.
29 февраля 2012 года компания приобрела американскую холдинговую компанию Liberty Dialysis Holdings, в которую входят две американские компании, Liberty Dialysis и Renal Advantage, за 1,7 миллиарда долларов.
26 февраля 2019 года компания объявила о завершении сделки по приобретению NxStage Medical, Inc. после одобрения антимонопольными органами США.

## Основные производства в Германии
Основные производственные площадки в Германии включают завод в городе Швайнфурт в Баварии и завод в городе Санкт-Вендель в земле Саар. На заводе в Швайнфурте, открытом в 1979 году, около 1200 сотрудников производят аппараты для диализа, а на заводе в Санкт-Венделе, открытом в 1974 году, около 1700 сотрудников производят диализаторы и растворы для перитонеального диализа. Юридический адрес Fresenius Medical Care с момента основания находится в городе Хоф (Зале), а оперативный офис находится в Бад-Хомбург-фор-дер-Хёэ. В Хофе нет сотрудников.